# Africoseiulella flechtmanni
Africoseiulella flechtmanni är en spindeldjursart som beskrevs av Kreiter 2006. Africoseiulella flechtmanni ingår i släktet Africoseiulella och familjen Phytoseiidae. Inga underarter finns listade i Catalogue of Life.